# Affaire de Rarogne
L'affaire de Rarogne (en allemand : Raronhandel) est une rébellion du XVe siècle en Valais contre le pouvoir d'une famille noble locale, la famille de Rarogne. La rébellion met plusieurs cantons de la Confédération suisse en conflit les uns avec les autres et fait craindre une guerre civile. Bien que les coalisés bernois soient d'abord vainqueurs, ils sont finalement forcés de céder la plupart de leurs gains.

## Contexte
À la fin du XIVe et au début du XVe siècle, le baron de Rarogne accède rapidement aux plus hautes fonctions ecclésiastiques et laïques du Valais. Après la mort de l'évêque Guillaume Ier de Rarogne en 1402 et de son père Pierre de Rarogne en 1413, un parti rebelle se forme dans le Haut-Valais. Ils sont opposés au nouveau prince-évêque Guillaume II de Rarogne et aux revendications de son oncle Guichard de Rarogne. L'empereur Sigismond accorde à Guichard la souveraineté sur le Valais en 1414 en récompense de son service militaire en Lombardie. Les droits sur le Valais sont accordés à l'évêque de Sion en 999. La subvention impériale de 1414 est censée transférer ces droits du bureau de l'évêque à la famille Rarogne. Les Dizains de Sierre à Conches ne veulent pas obtenir leur indépendance de la Savoie pour ensuite la perdre au profit d'un noble local. De plus, le baron soutient une invasion savoyarde de l'Ossola au sud du Valais, alimentant davantage les craintes que le baron de Rarogne continuerait à soutenir la Savoie.
Craignant que les Rarogne envisagent de restreindre leurs nouvelles libertés, les Dizains du Haut-Valais se rebellèrent en 1415 sous la direction de la Société du Chien (ainsi nommée à cause du chien sur leur bannière).

## La guerre
Les rebelles assiègent Guichard et son entourage au château de la Soie près de Savièse et forcent sa démission en tant que bailli épiscopal avec le droit d'élire leurs propres représentants au gouvernement. Guichard est alors contraint de quitter le Valais et appelle Berne à l'aide, mais n'obtient pas de soutien. Il contacte alors d'Amédée VIII de Savoie, qui s'allie à Guichard et envoie des troupes en Valais. À la même période, les trois Dizains du Haut-Valais concluent un traité avec Lucerne, Uri et Unterwald. Soutenus par la Savoie, les Rarogne réoccupent leurs châteaux, mais la rébellion se poursuit dans la vallée. En 1417, les troupes valaisannes détruisent les châteaux de Beauregard, Tourbillon et Montorge, appartenant tous aux Rarogne.
La famille ayant la nationalité bernoise, elle fait de nouveau appel à la ville pour l'aider à retrouver ses terres. Le fait que Berne s'allie avec Rarogne, contre Lucerne, Uri et Unterwalden, menace de diviser la Confédération suisse. Les cantons neutres, Schwyz, Glaris, Zurich et Zoug tentent alors d'intervenir et de rétablir la paix. Cependant, cela échoue et en septembre 1417, Guichard et sa famille doivent fuir définitivement le pays. Lucerne, Uri et Unterwald sont cependant réticents à l'idée de s'opposer directement à Berne, et, au lieu de cela, ils choisissent d'envahir la vallée d'Ossola. Ils chassent rapidement les troupes savoyardes de la région et affaiblissent le pouvoir des Rarogne dans le Valais.
En 1417, les Confédérés se réunissent à Lucerne pour négocier un compromis au sein de la Confédération. Ils réussissent à parvenir à un compromis temporaire, mais après que les troupes valaisannes attaquent et assiègent les châteaux des Rarogne, Berne envahit le col du Sanetsch et pille Sion en 1418. Le 25 avril 1419, les deux parties se réunissent à Zurich pour tenter de parvenir à un accord. Le 15 mai de la même année, alors que les négociations sont en cours contre les rebelles, les forces valaisannes choisissent de quitter la table des négociations et volent un certain nombre de moutons bernois en chemin. En réponse, Berne tente une autre invasion à travers le col du Grimsel avec environ 13 000 hommes. Berne est rejoint dans l'invasion par Fribourg, Soleure, Neuchâtel et quelques troupes de Schwyz. Uri et Unterwalden refusent d'envoyer des troupes de chaque côté du conflit.
L'armée bernoise traverse le canton en brûlant les villages à leur arrivée. Manquant du soutien de leurs alliés et dépassés, les troupes valaisannes se replient généralement. Cependant, à la deuxième bataille d'Ulrichen en septembre 1419, une armée de 400 à 600 hommes sous la direction de Thomas Brantschen tend une embuscade et combat l'armée bernoise. Craignant que les tempêtes hivernales ne ferment bientôt les cols de montagne, les armées bernoises se replient dans les montagnes, suivies par 500 Valaisans. Les rebelles valaisans sont maintenant isolés et ont perdu beaucoup de leurs maisons tandis que Berne a subi de lourdes pertes. Les deux partis sont alors prêts à négocier.

## Conséquences
Les deux partis se réunissent à Zoug à la fin de 1419 avec le duc de Savoie comme médiateur. Le 25 janvier 1420, un traité définitif est émis. Le Valais doit rendre les châteaux et terres du baron de Rarogne et lui payer 10 000 florins pour ses pertes. Ils doivent également payer à Berne 10 000 florins, l'évêque de Sion 4 000 et le duc de Savoie 1 000. Le Valais a accepté les conditions mais a continué à résister au baron à chaque occasion et a continué à s'autogouverner. Avec son autorité endommagée, ses châteaux brûlés et une population maussade, le baron abandonne le Valais et meurt à Rome en 1431. Le compromis atteint en 1419 à Zurich renforce la suprématie de la Confédération sur les alliances des membres individuels.